# ケヤキ属
ケヤキ属（ケヤキぞく、欅属、学名：Zelkova）はニレ科に含まれる属である。

## 形態
いずれも落葉樹、樹高は小さいもので10m未満のものから最大30-40mに達する種類もある。樹形は同科のニレ属（Ulmus）の樹木と似ており、太い幹が比較的低い位置から分岐し「箒をひっくり返したような」などと形容される独特の樹形になることが多い。ただし、樹形は生育環境によって左右されるので必ずしもこうなるとは言えない。

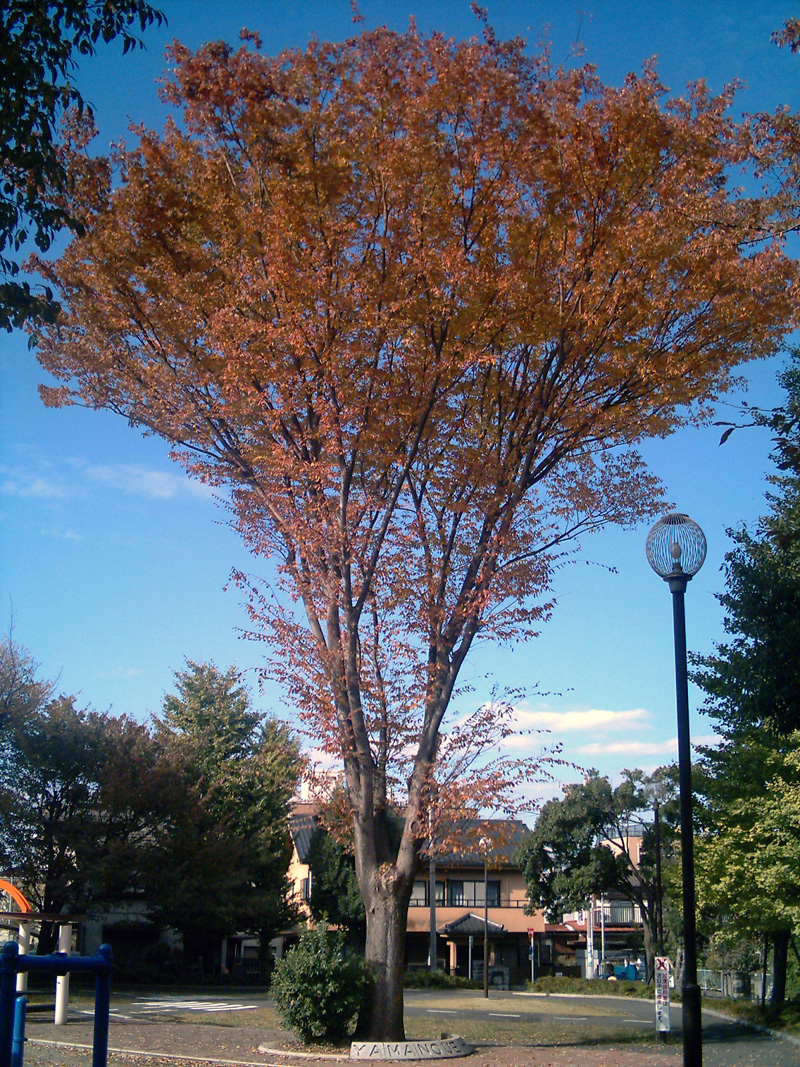
低い位置から幹が分岐する Z. serrata
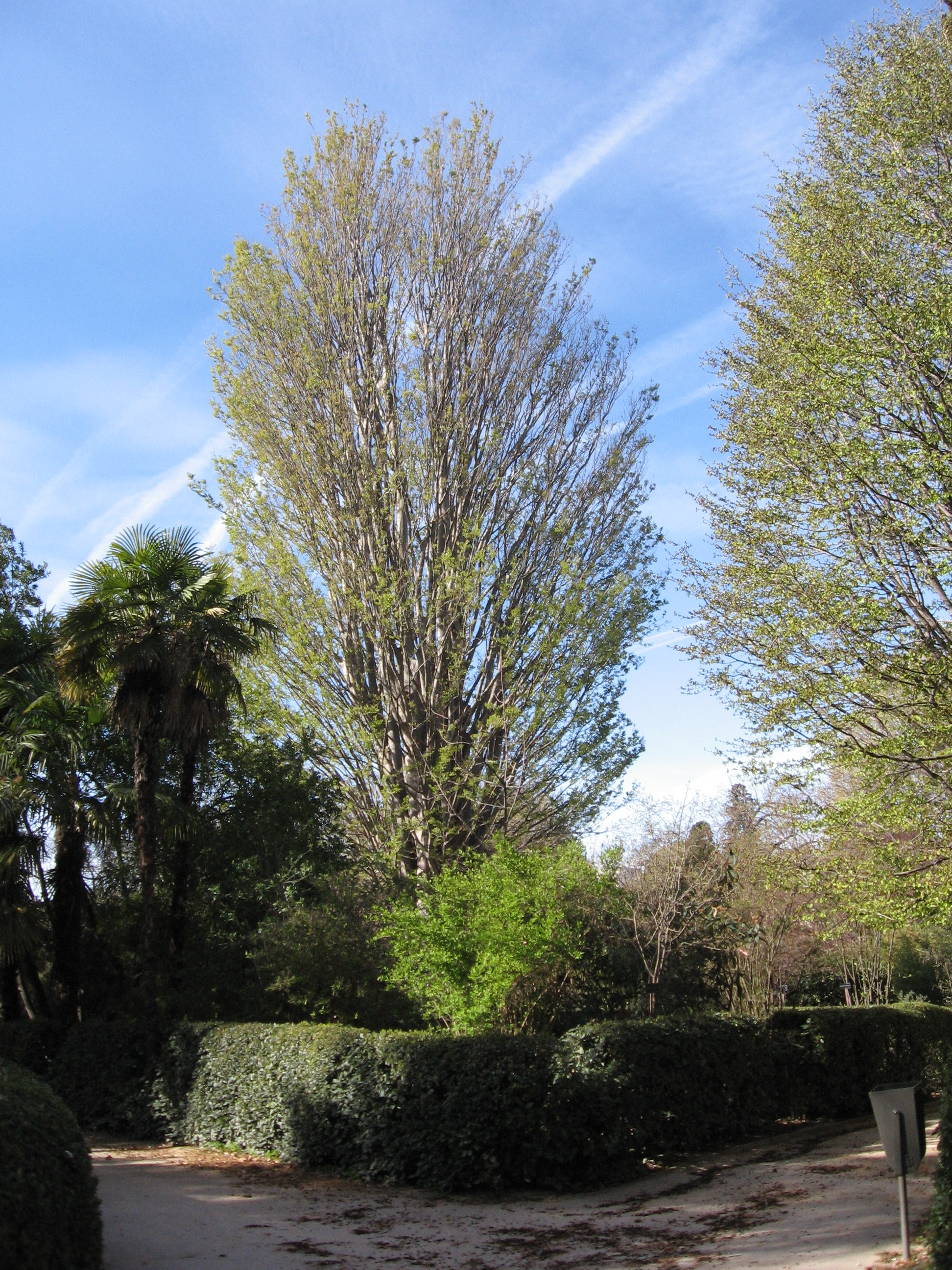
箒をひっくり返したような樹形 Z. carpinifolia

樹皮は平滑、所々鱗状に剥がれるというものが多い。これに対しニレ属の多くの樹種では縦に大きく裂ける物が多い。若枝は左右にジグザグに伸びる（仮軸分枝）。

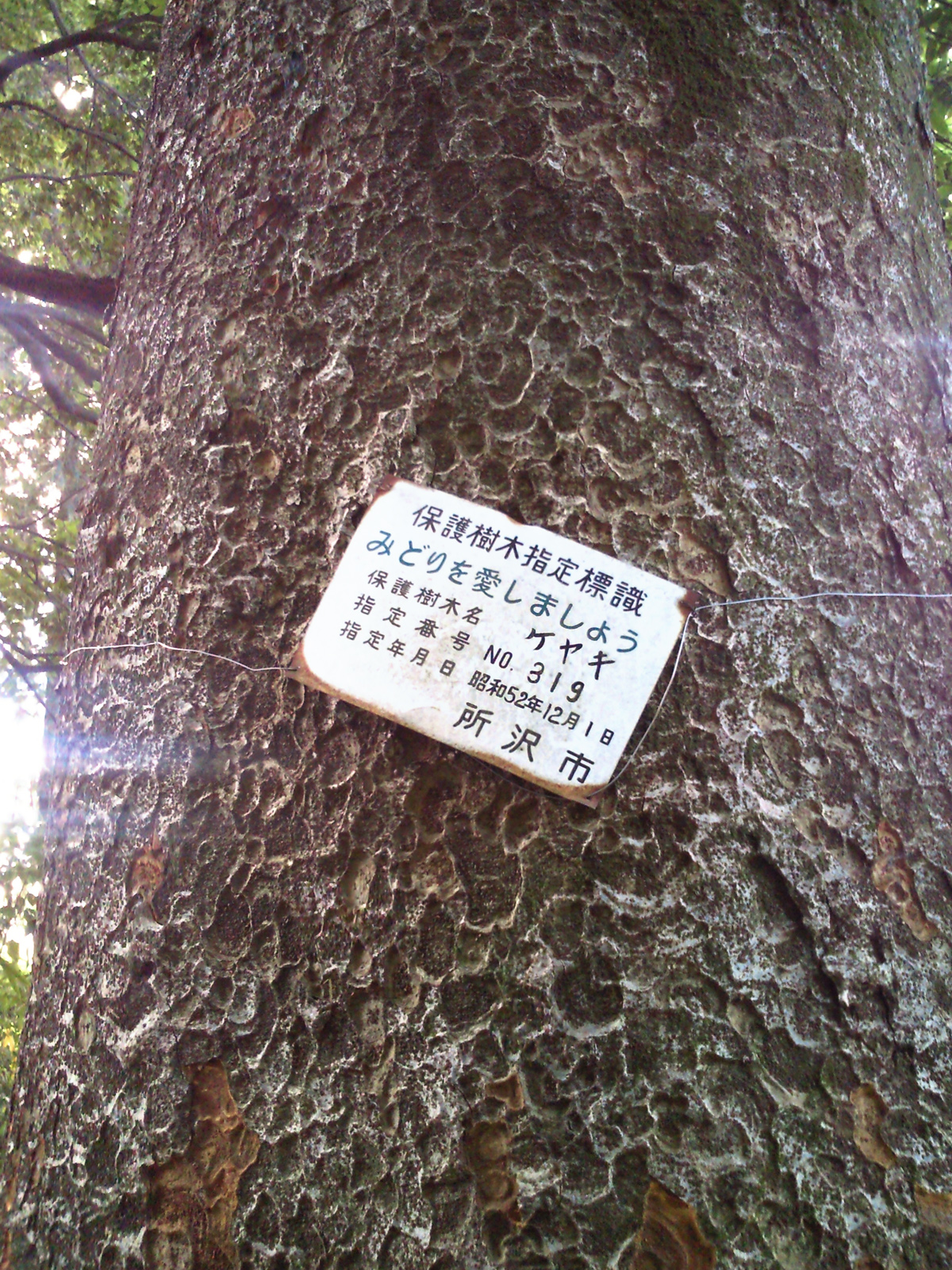
鱗状に剥がれる。この個体はちょっと剥がれすぎ Z. serrata
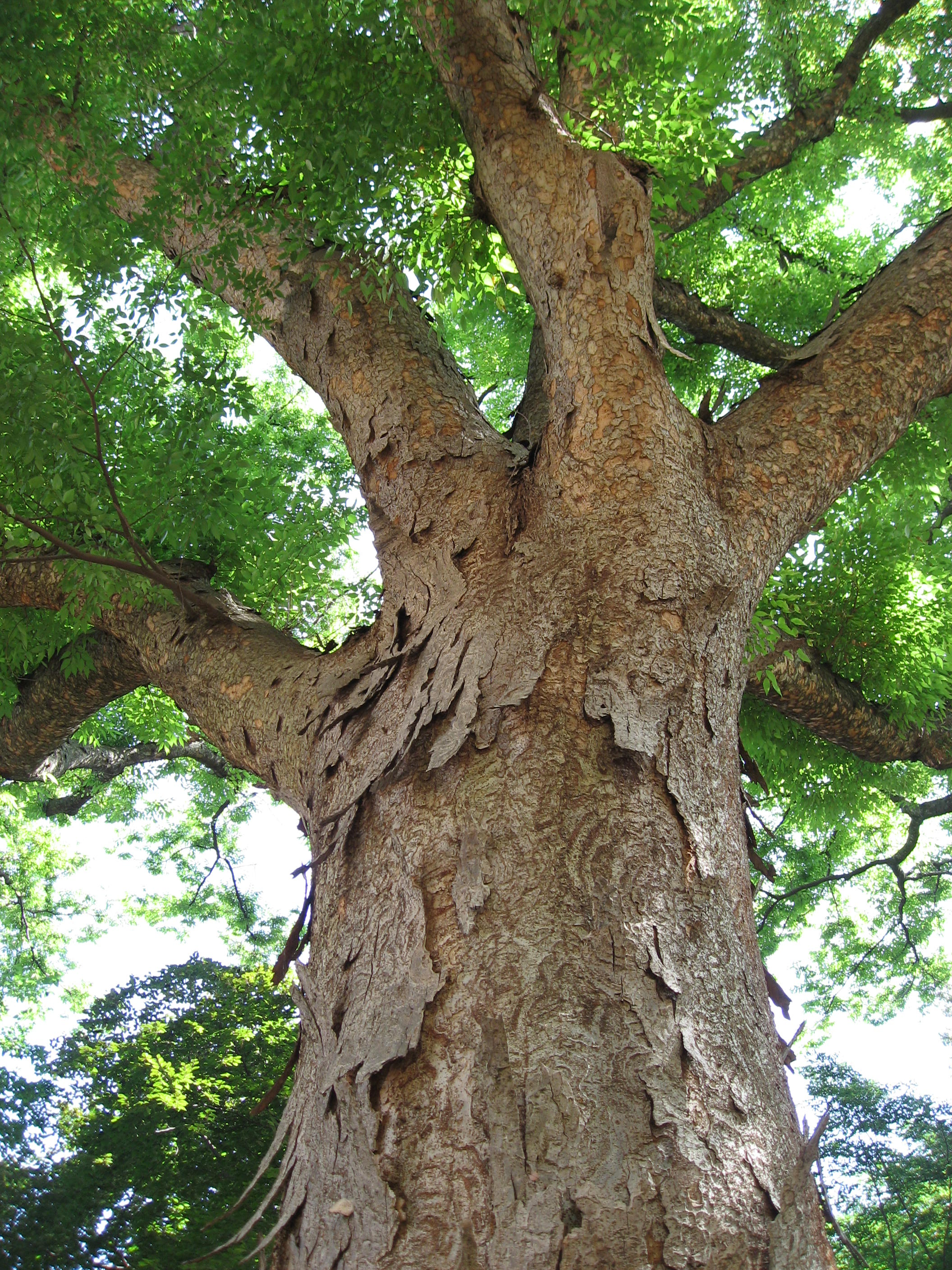
このような大胆な剥がれかたも多い Z. serrata
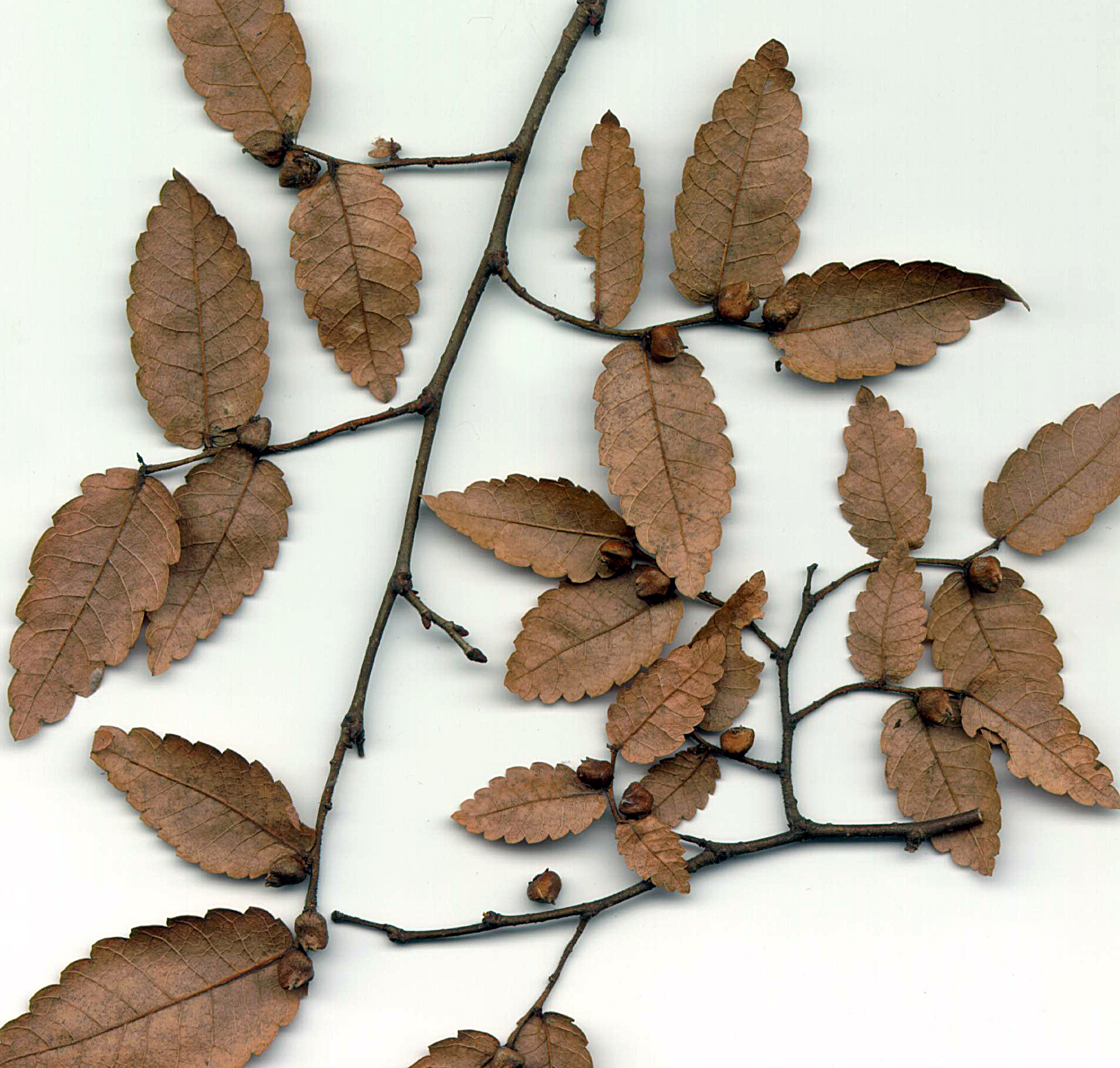
枝はジグザグに伸びる Z. carpifolia

葉は枝に左右交互に付き（互生）、縁には明確な鋸歯を持つ。鋸歯はニレ属が二重鋸歯と呼ばれる独特なものを持つのに対し、本属は普通の鋸歯である。葉脈は一本の主脈から左右に側脈を伸ばす形（羽状脈）でニレ属に似る。これに対し同科のエノキ属、ウラジロエノキ属、ムクノキ属などは主脈が3本あるように見える（三行脈）、ただしこれらの三行脈のグループは最新のAPG分類体系ではニレ科ではなく、アサ科に入れられる。

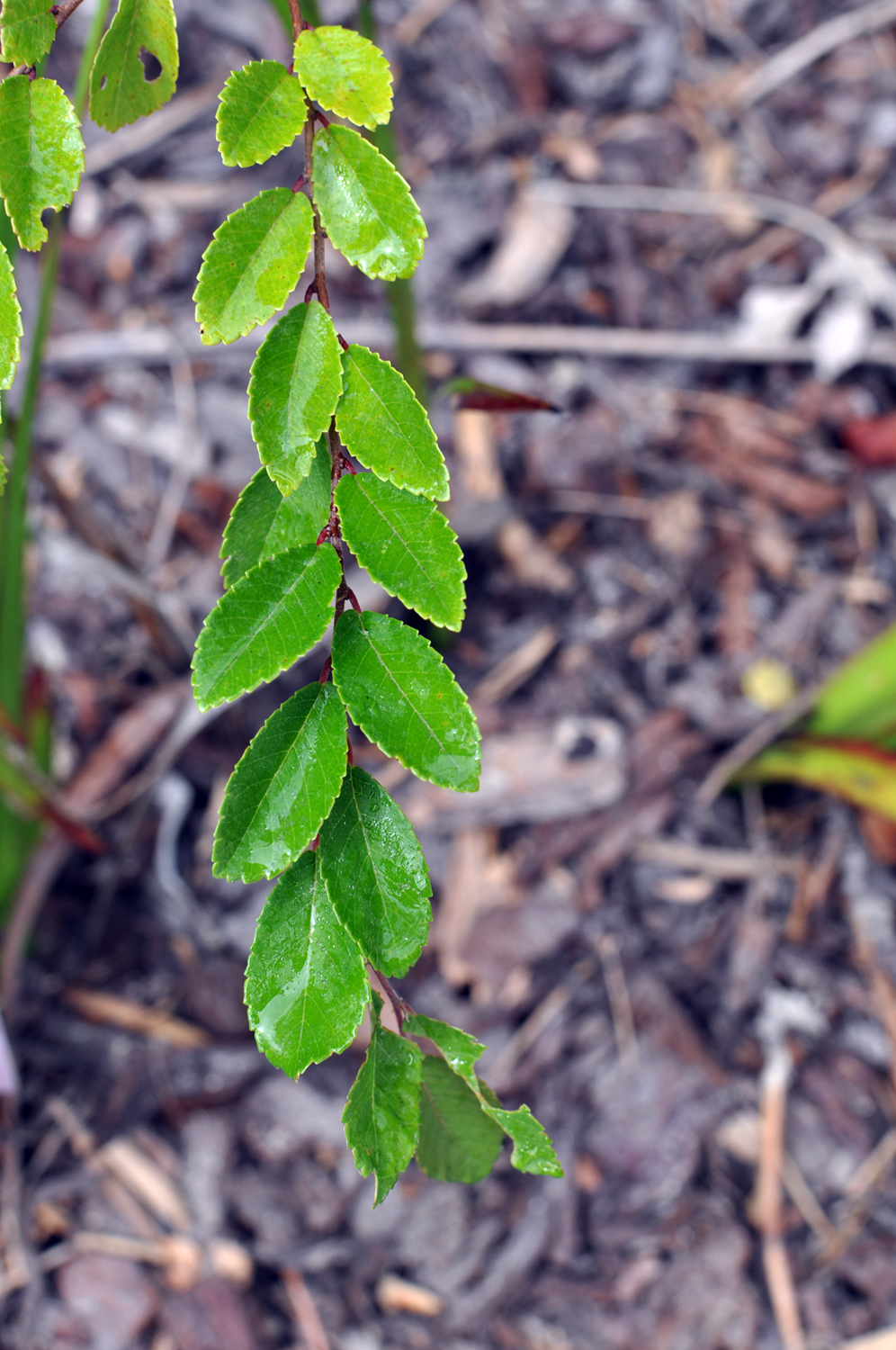
葉は互生 Z. sicula
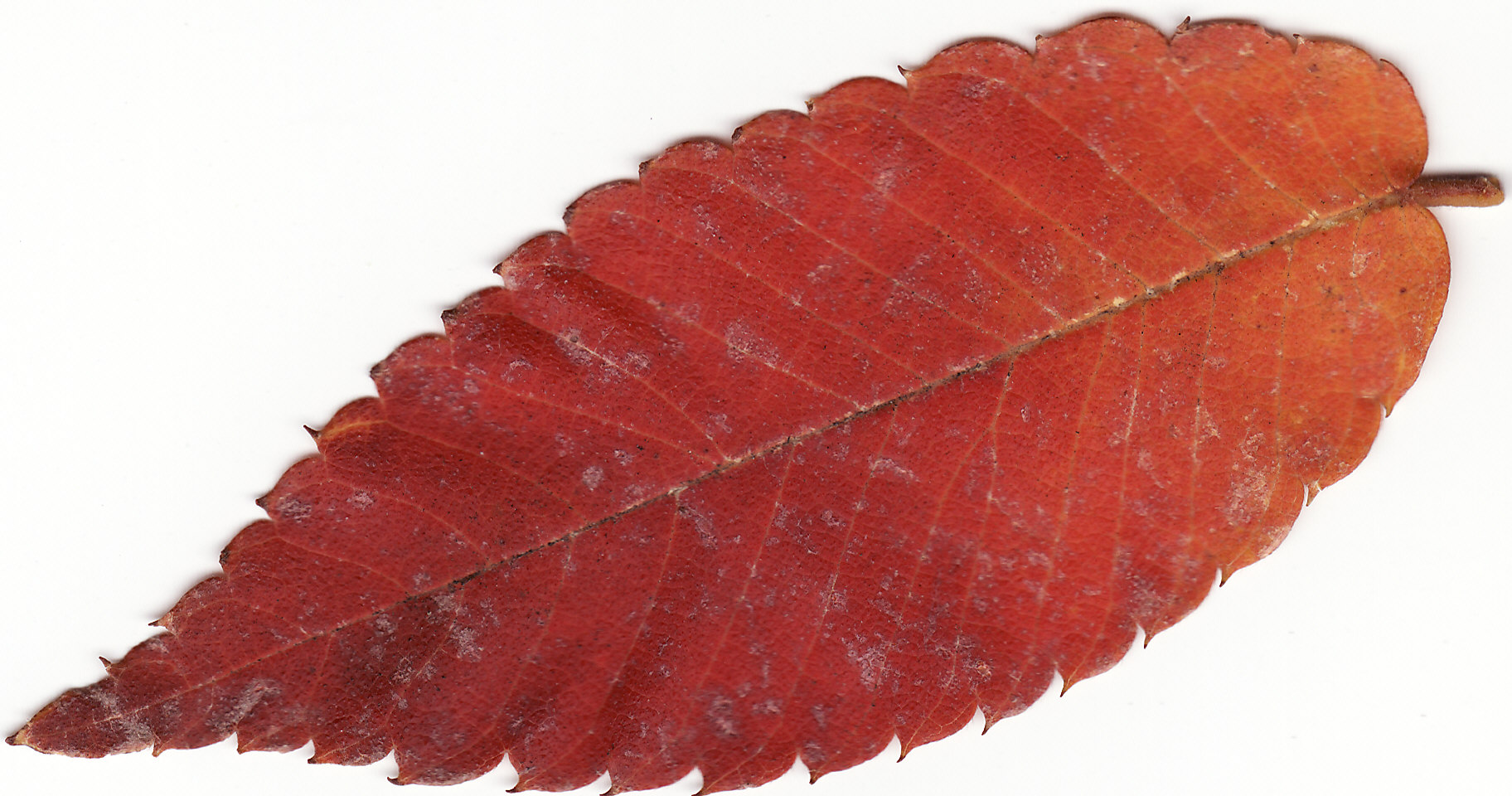
縁には鋸歯を持つ。葉脈は羽状脈 Z. serrata
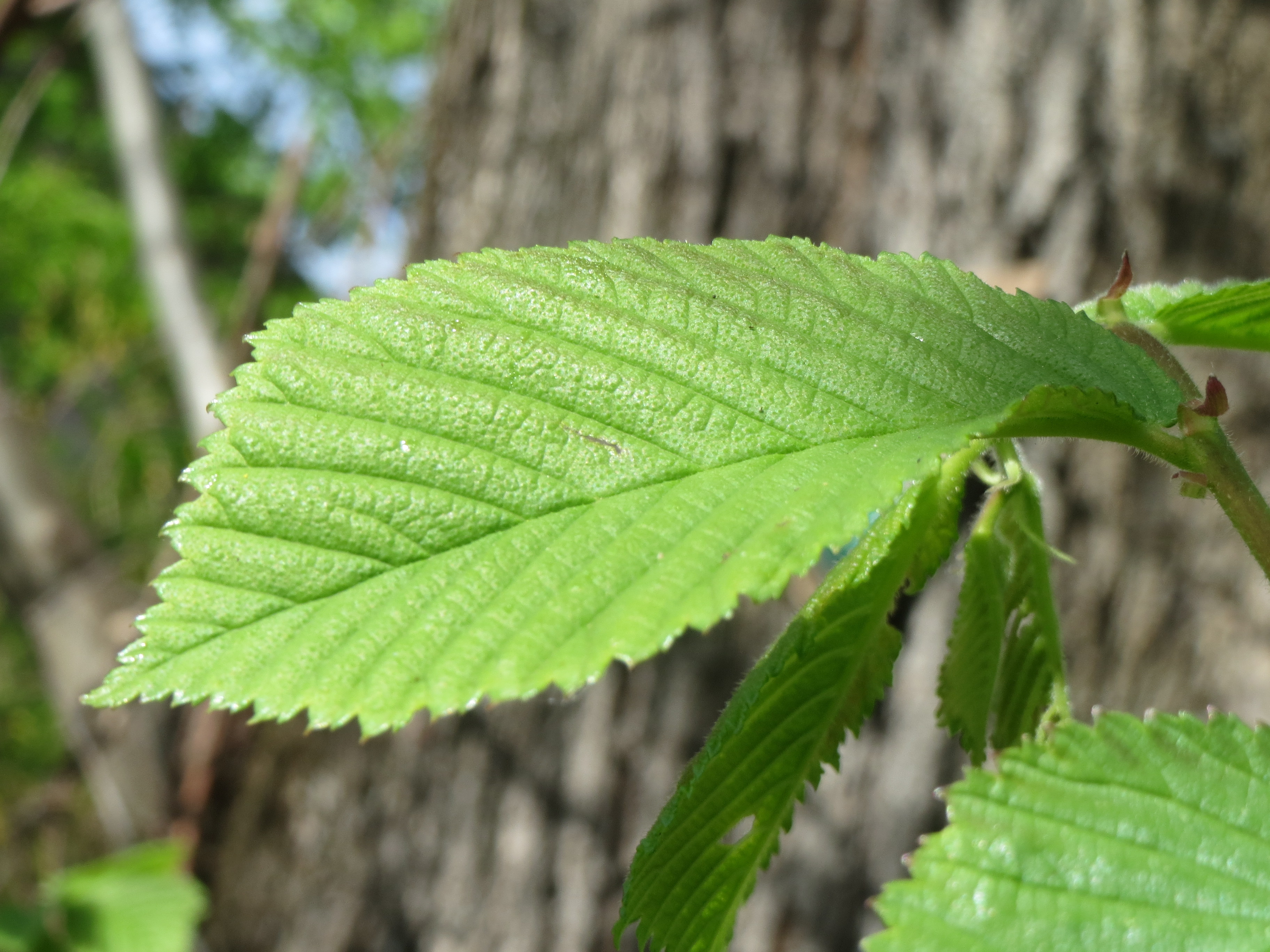
【参考】ニレ属の鋸歯は二重鋸歯 Ulmus glabra

花は単性花で雌雄同株（同一個体に雄花と雌花が付く）、これに対しニレ属は両性花を付ける。風媒花であり花は地味、雄花は枝から垂れ下がるように咲き、雌花は葉の付け根部分（葉腋）に付く。種子は歪んだ腎臓型で翼を持たない。これに対しニレ属は明らかな翼を持つ。

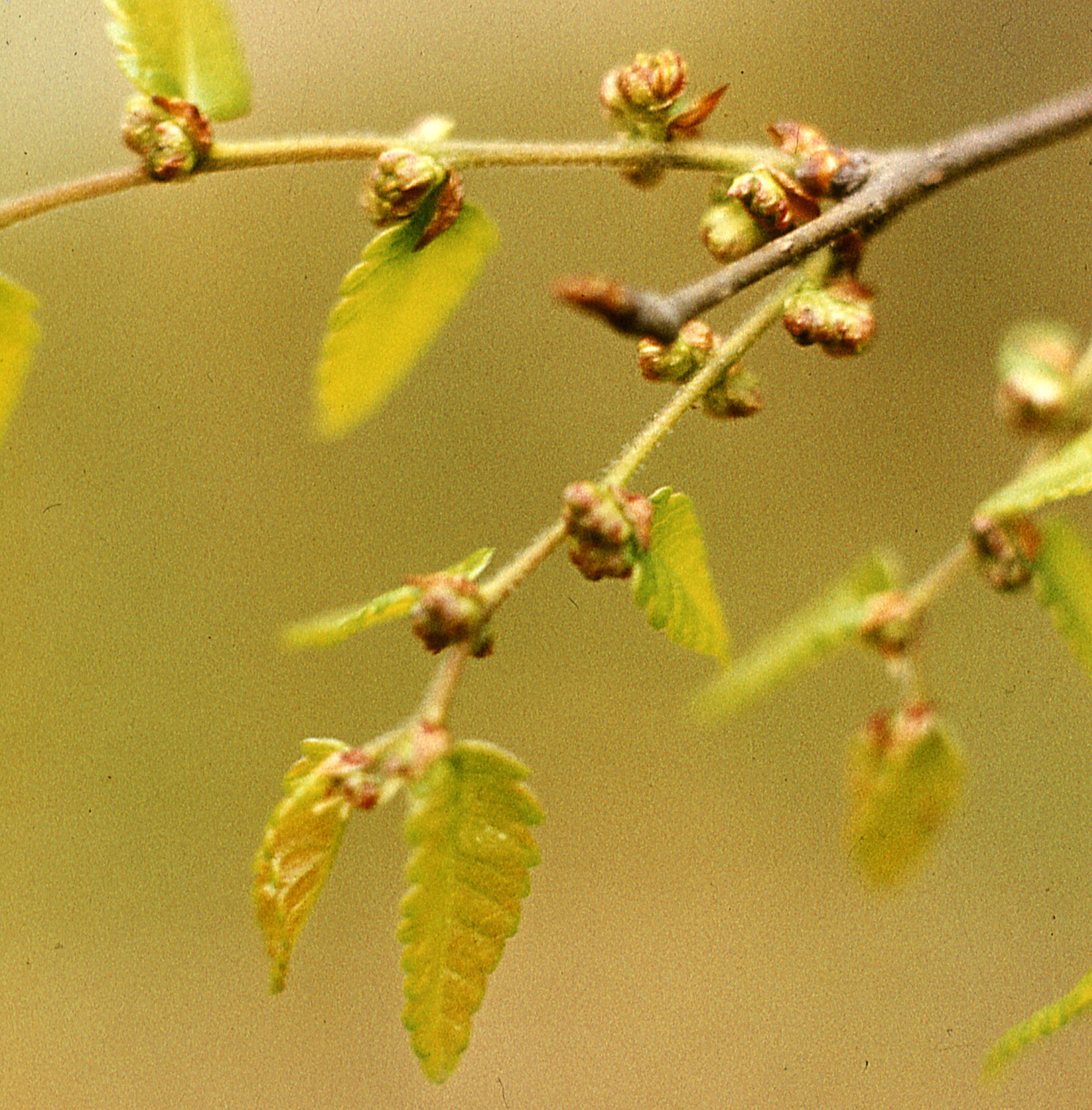
葉腋に咲く雌花 Z. carpinifolia
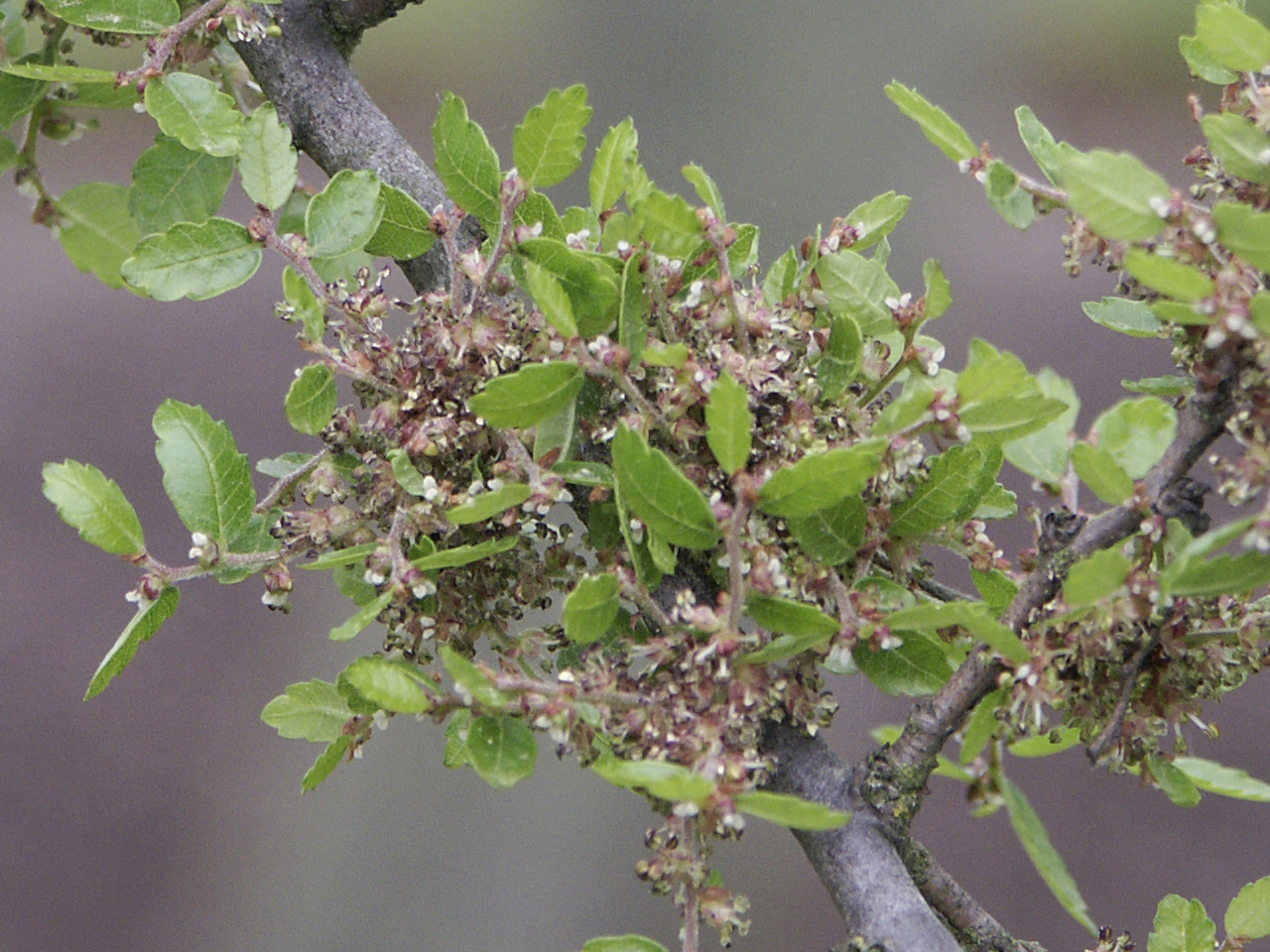
花 Z. abelicea
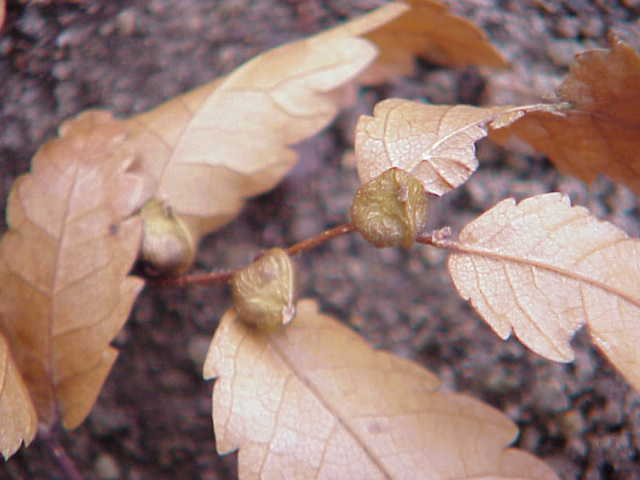
種翼を持たない。Z. carpinifolia

## 生態
ニレ属と同じく谷沿いや斜面下部などの肥沃で湿潤な地形を好む種が多いが、乾燥・貧栄養にも耐える。萌芽力も旺盛で人工的増殖として挿し木繁殖も容易。
本属の種子は翼を持たないが秋の落葉時に小枝や葉と共に落ちてこれが翼の代わりをする。この枝は英名fruiting shoot（和訳は一定しておらず、研究者によって結果枝、着果枝や着実枝などとよばれる）と呼ばれ、冬芽を欠くなど一般的な枝（生長枝などと呼ばれる）との違いもあるという。種子や果実には羽を持たず、羽の役割をする葉がつくものではほかにフタバガキ科が有名である。

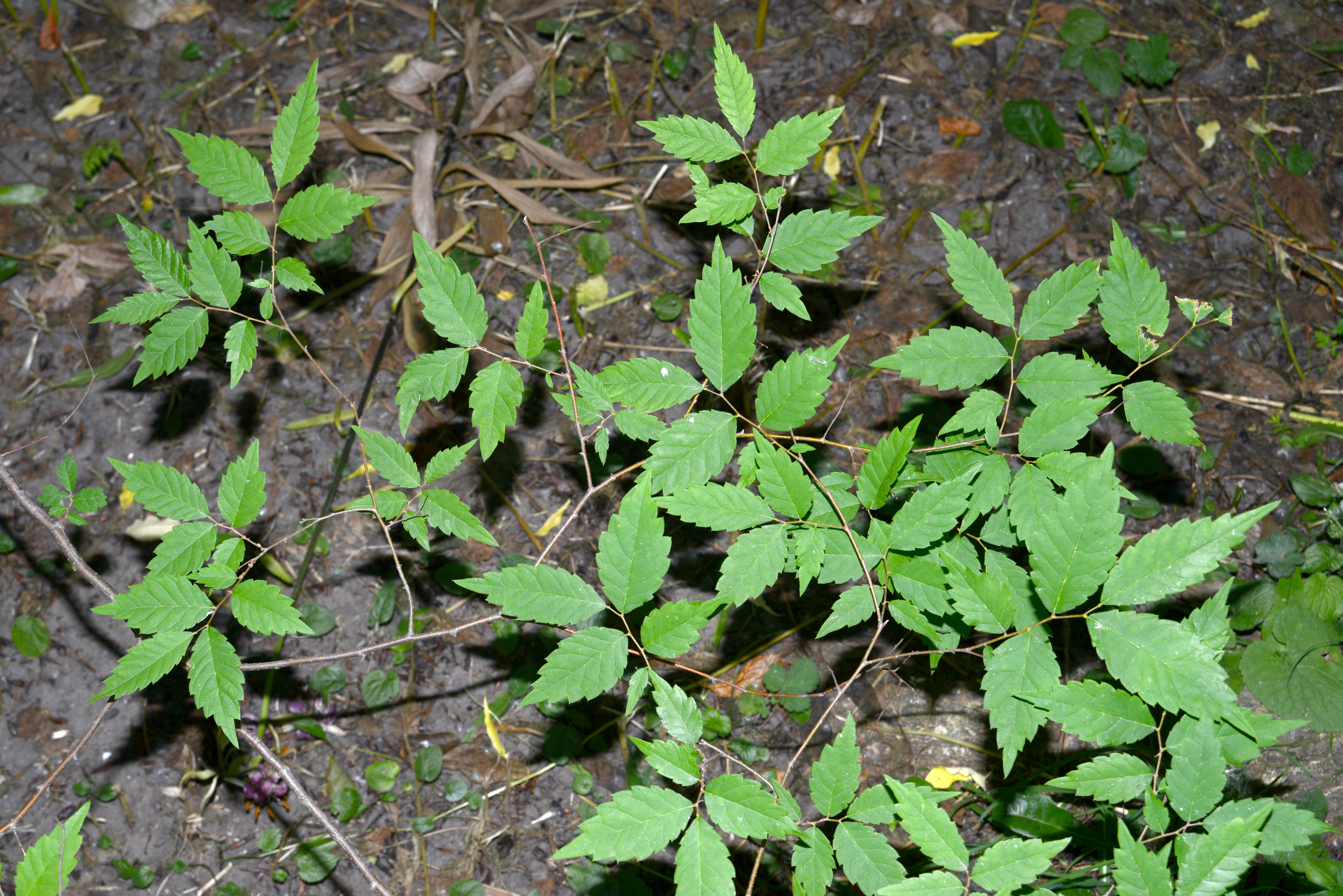
実生 Z. serrata
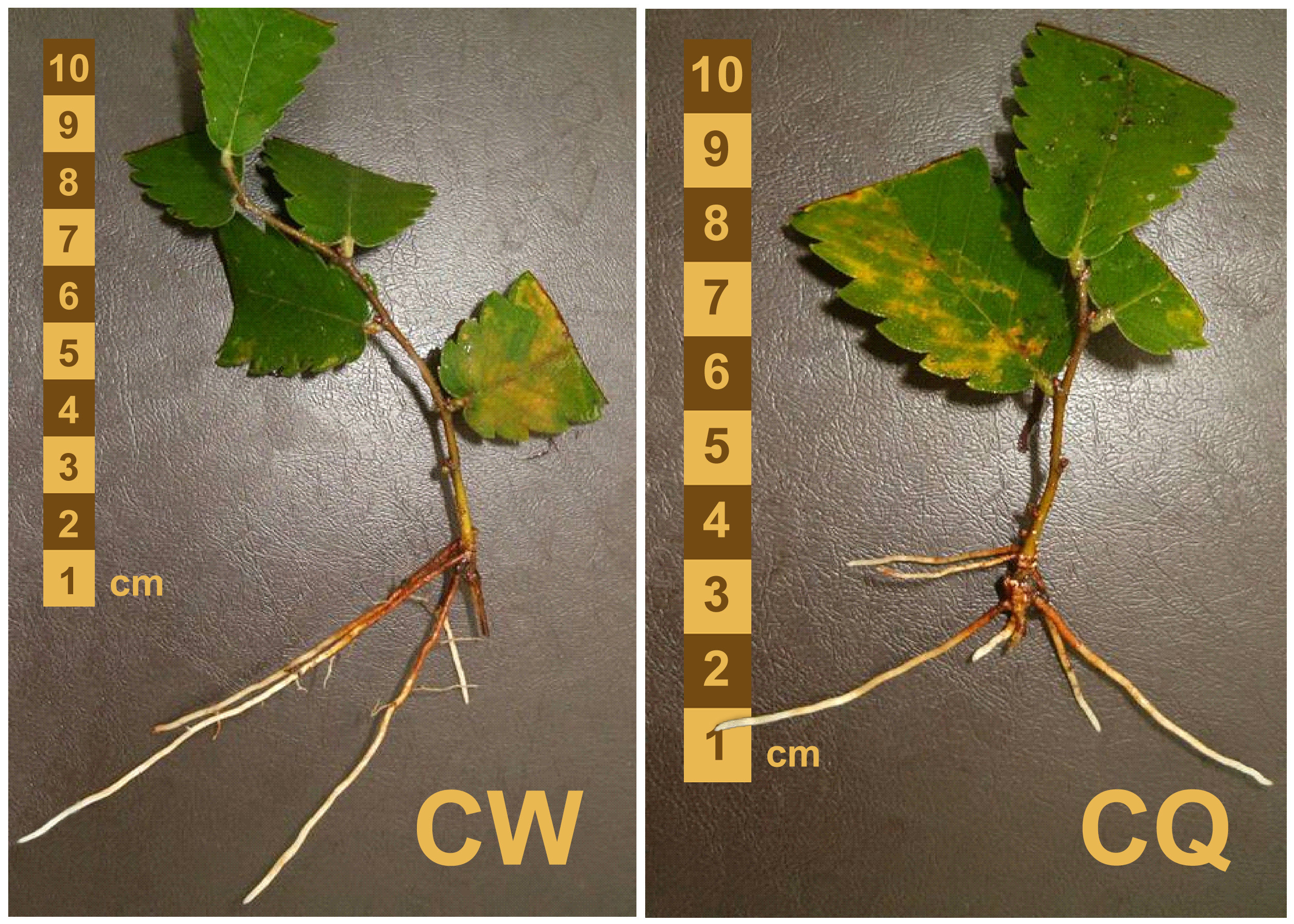
発根した挿し穂 Z. carpinifolia

## 名前
日本語のケヤキは「けやけき木」（けやけし―美しいの意味）が由来ではないかと言われる。かつては「槻（つき）」とも呼ばれ、これは「強い木」が由来ではないかとされる。漢字は欅、ただし中国では欅はサワグルミの仲間を指し、ケヤキ属に充てられる字は「欅」である。

## 人間との関わり

### 景観
移植が容易で剪定にもよく耐える強靭さ、成長の早さ、爽やかな樹形に新緑・紅葉の美しさなどが魅力的でニレ属樹木と共に街路樹や公園樹として利用される。日本では公園などの他、寺社や鉄道防風林にもよく見られる樹種である。欧米でも昔からあった在来ニレがニレ立枯病での大量枯死が問題になっており、これに代わる種としてケヤキ属樹木を使うこともあるようである。ただし、ケヤキ属樹木であってもニレ立枯病の原因菌を人工的に接種すると道管などが侵されることが報告されている。

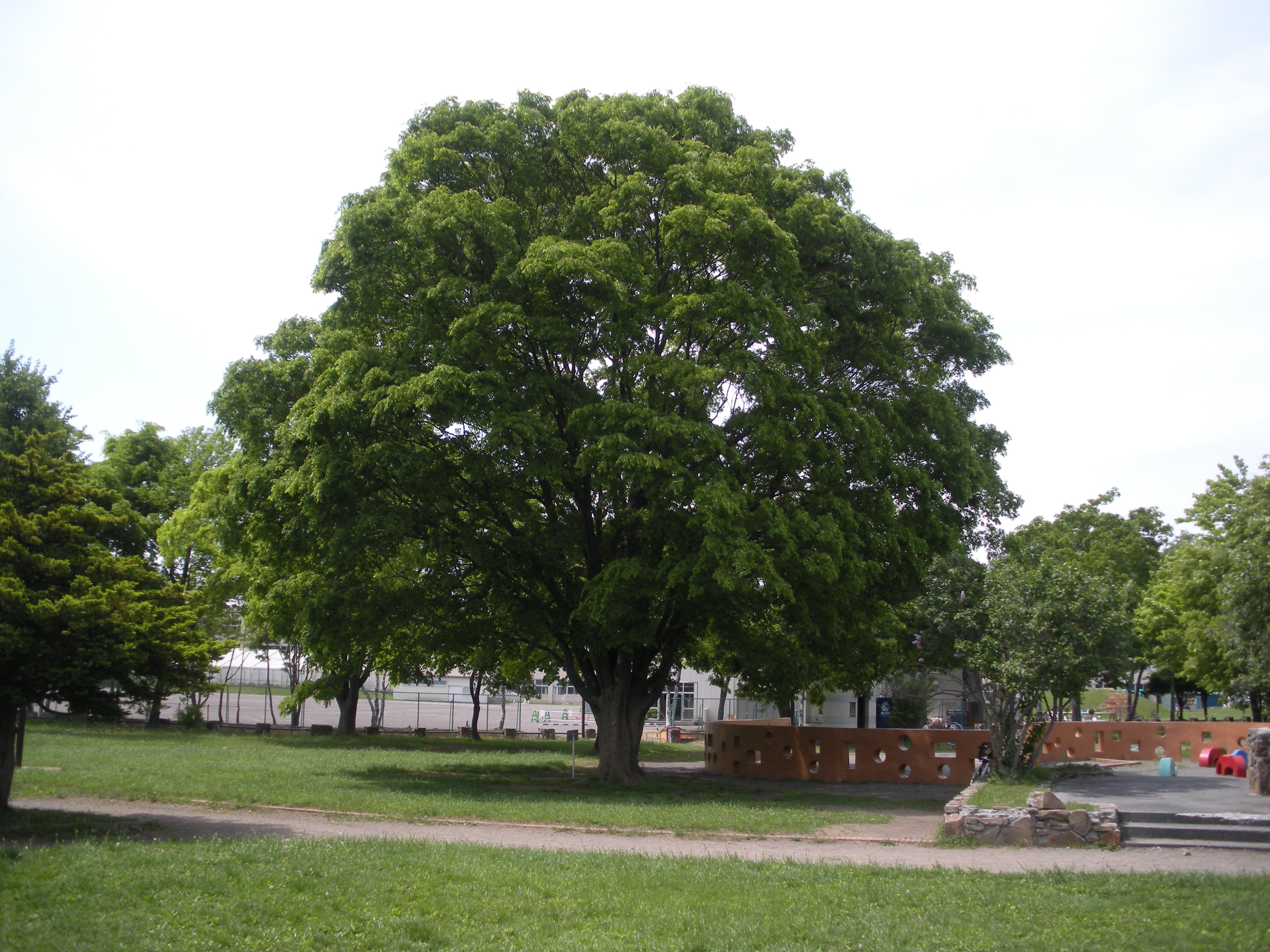
庭園樹として利用 Z. serrtata
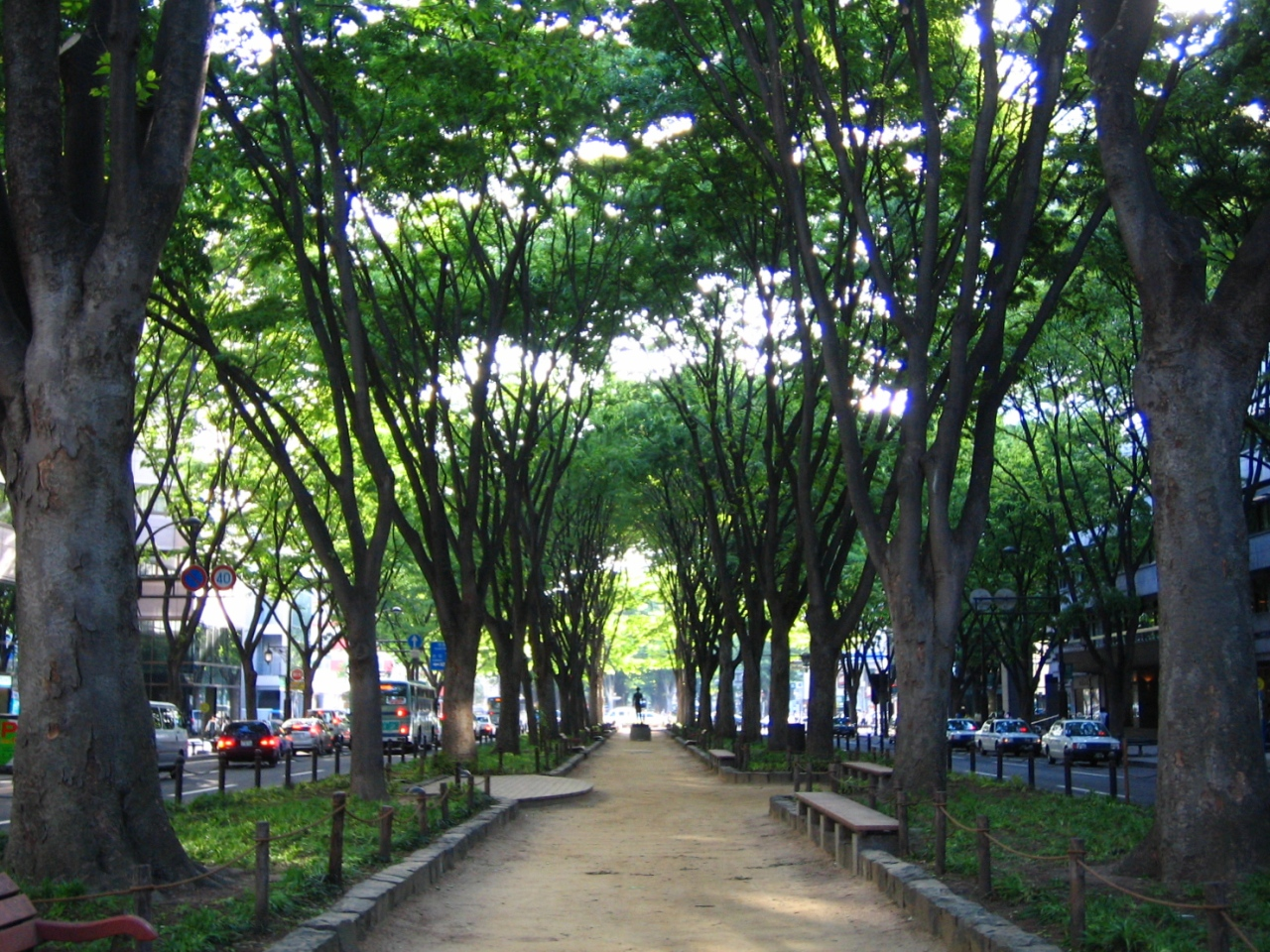
仙台のケヤキ並木 Z. serrata
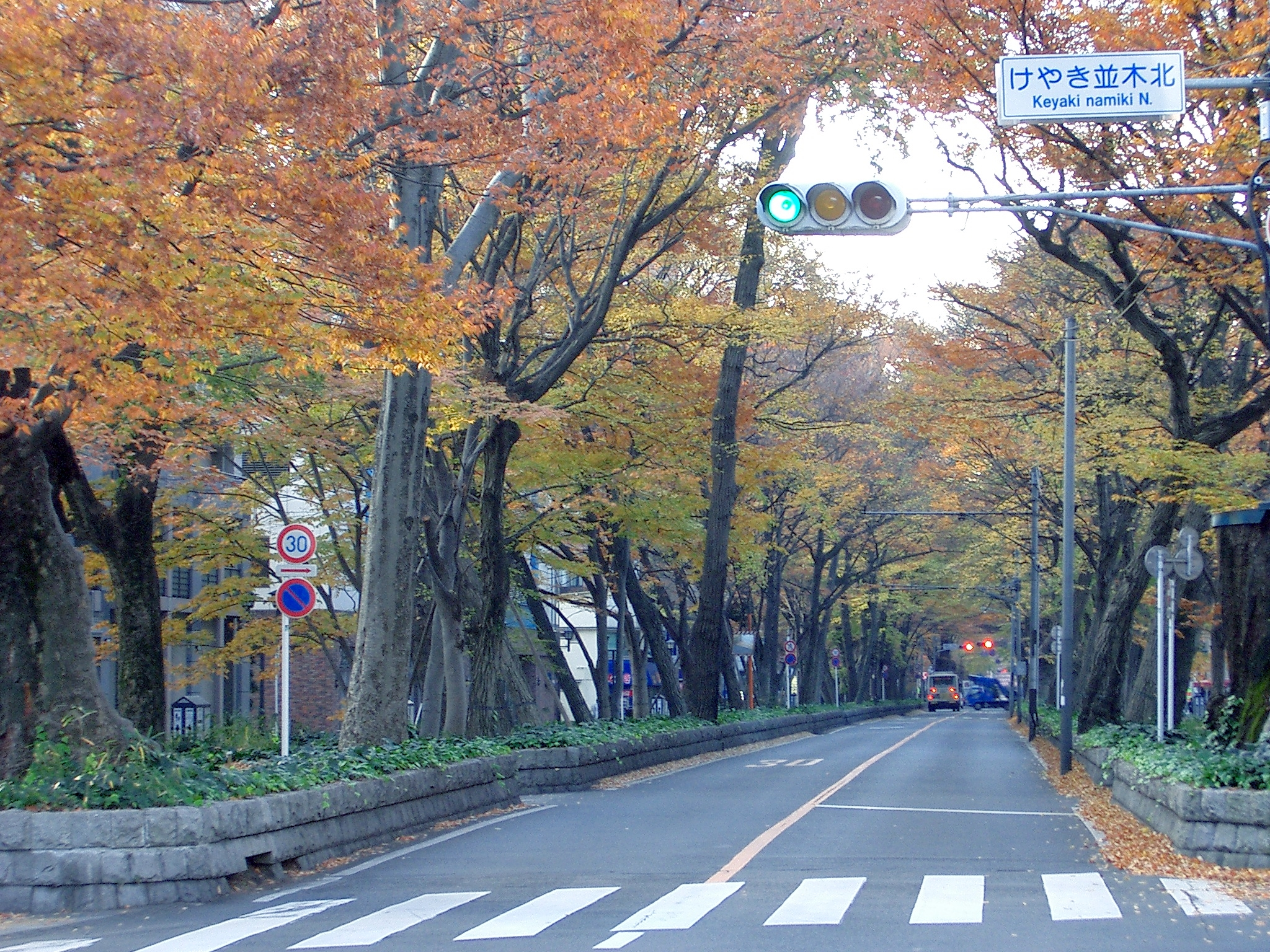
秋のケヤキ並木
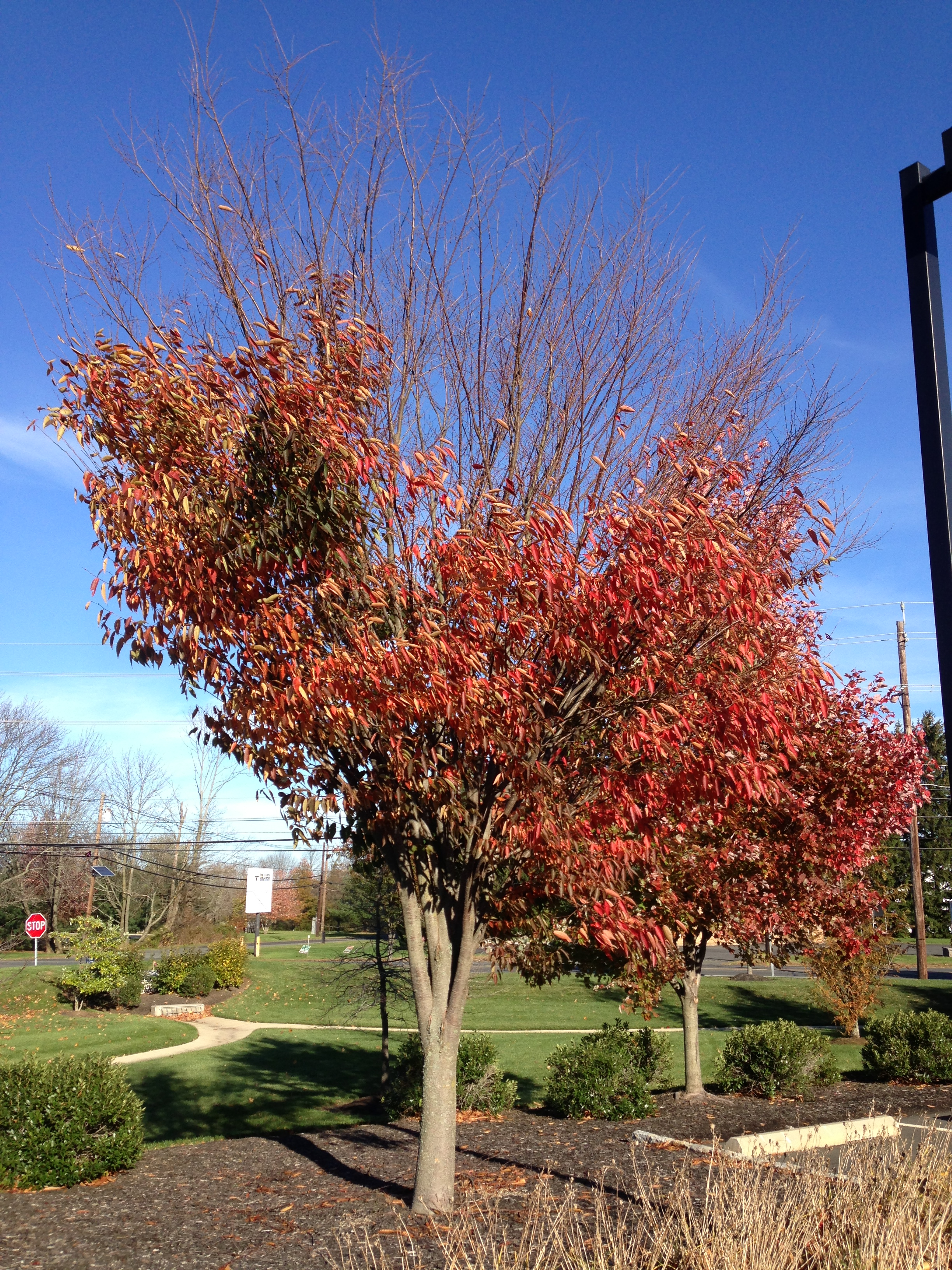
秋の紅葉も美しい。種不明Zelkova sp.
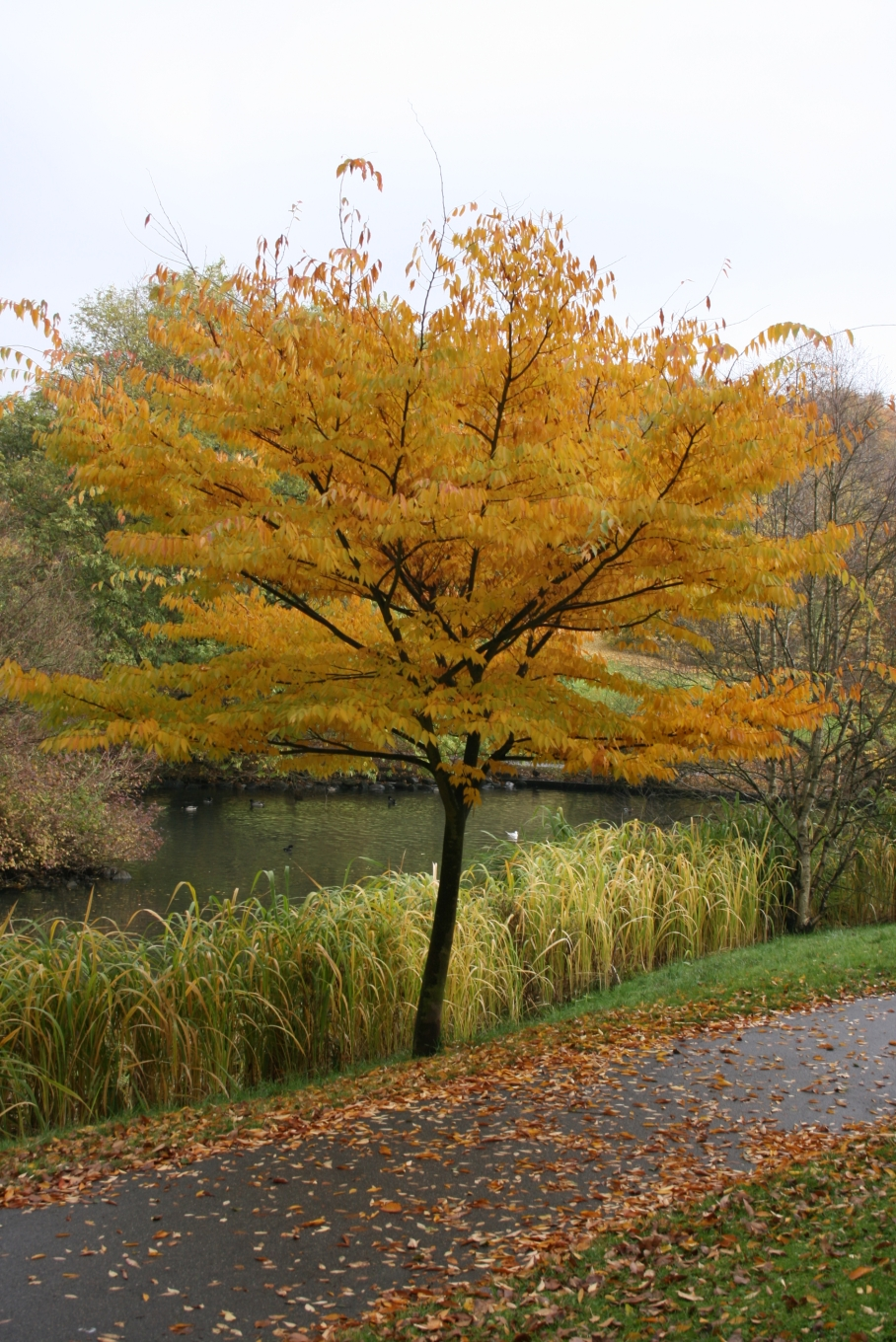
こちらは黄葉 Z. serrata

### 木材
乾燥によって狂いやすい、硬く加工しにくいなどの難点もあるが、反面摩耗に強く、また表面に現れる模様（杢）が美しいなどの理由で日本では高級材として扱われる。かつては日本産ケヤキ材を欧米に輸出したこともあったが色合いが欧米人の好みに合わずに廃れてしまったという。

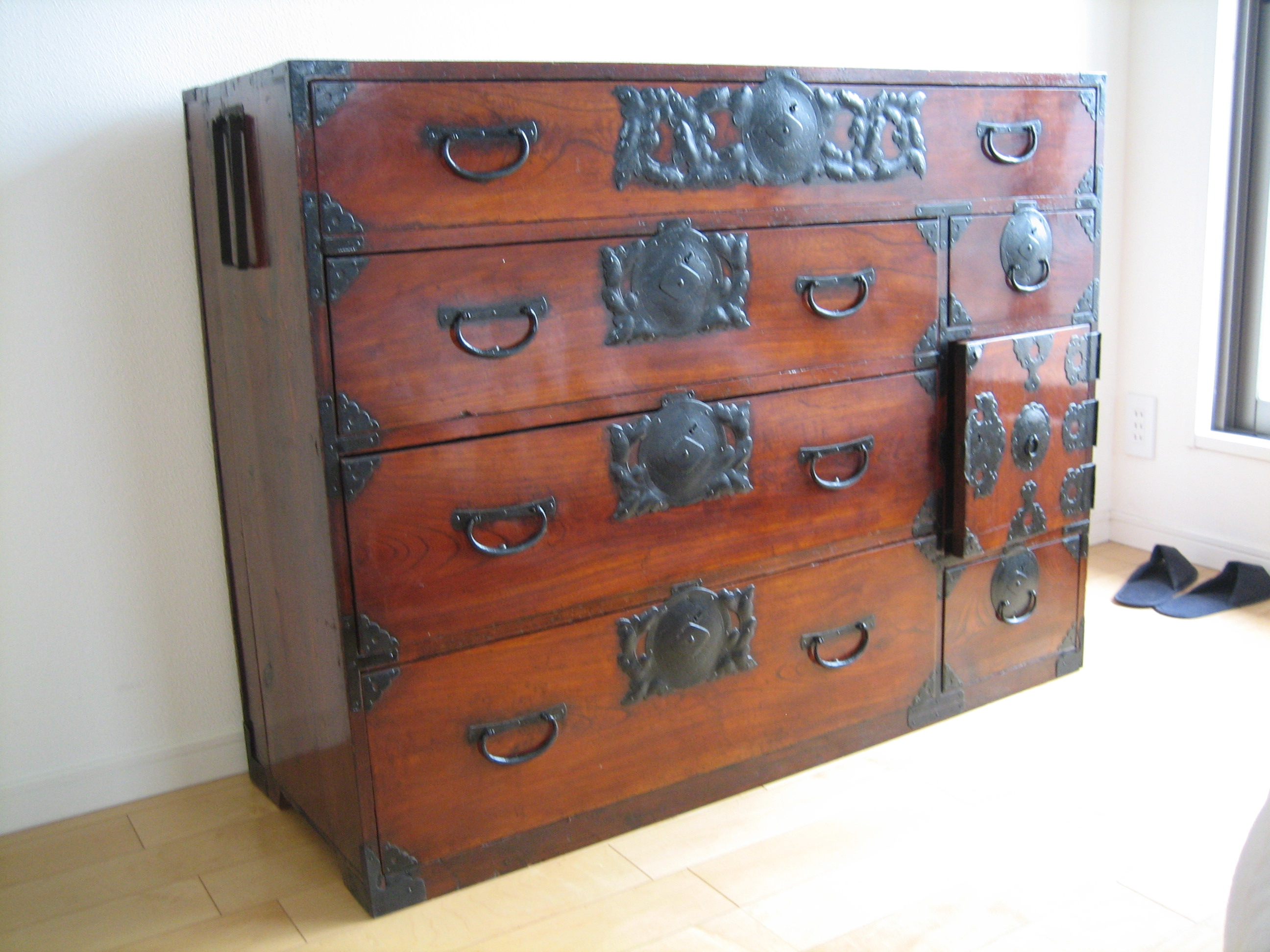
ケヤキ材で作られた仙台箪笥

## 世界のケヤキ属植物
ユーラシア大陸の東部に3種、西部に3種の計6種が知られる。日本にはケヤキ（Zelkova serrata）一種が分布する。
Zelkova abelicea
地中海に浮かぶクレタ島に分布し、乾燥した岩場の標高800-1500m付近に多いという。樹高3-5mの小型種でよく萌芽更新を行う。かつては牧杖（羊飼いが使う杖で司教杖などのモデルにもなった）の材料としてよく使われたが、個体数の減少などから現在は伐採が禁止されている。
Z. carpifolia
西アジア地域、特に黒海沿岸諸国に分布。樹高20-35m、直径2mになるという。
ケヤキ Z. serrata
東アジア地域、中国の温帯および暖帯地域から朝鮮半島一帯と日本、台湾などに分布。湿潤肥沃な土地を好む。樹高は30-40mに達し木材の利用も盛ん。台湾産種は鋸歯が目立たず変種扱いすることが多い。中国名は光葉欅など
Z. sucula
1991年に報告された新しい種でイタリア南部、地中海に浮かぶシチリア島に分布する。樹高は2-3mの小型種だが、これは放牧されたヤギによる捕食圧の高さによるものと見られ、成木の大きさは未知数である。個体数は200-250程度と推定されており、絶滅が心配されている。
Z. sinica
中国の黄河流域に分布し、標高800-2500m程度の谷沿いに多いという。中国名は大果欅や小叶欅（小葉欅）
Z. schneideriana
中国南部に広く分布。中国名は欅楡、大葉欅、血欅、大葉楡など。